# Tobel-Tägerschen
Tobel-Tägerschen (toponimo tedesco) è un comune svizzero di 1 594 abitanti del Canton Turgovia, nel distretto di Münchwilen.

## Storia
Il comune di Tobel-Tägerschen è stato istituito nel 1999 con la fusione dei comuni soppressi di Tägerschen e Tobel; capoluogo comunale è Tobel.

## Società

### Evoluzione demografica
L'evoluzione demografica è riportata nella seguente tabella:
Abitanti censiti

## Infrastrutture e trasporti
È servito dalle stazioni di Tägerschen e di Tobel-Affeltrangen sulla ferrovia Mittelthurgaubahn.